# Hypothèque légale de la construction
Une hypothèque légale de la construction est une hypothèque légale prévue dans le Code civil du Québec (article 2726) en faveur des personnes ayant participé à la construction ou à la rénovation d'un immeuble. Il s'agit d'un privilège accordé aux principaux acteurs de l'industrie de la construction puisque le législateur considère que la construction fait rouler l'économie. Les entrepreneurs, les sous-entrepreneurs, les ouvriers, les architectes, les ingénieurs et les fournisseurs de matériaux sont les catégories d'individus qui peuvent bénéficier d'une hypothèque légale de la construction. 
« 2726. L’hypothèque légale en faveur des personnes qui ont participé à la construction ou à la rénovation d’un immeuble ne peut grever que cet immeuble. Elle n’est acquise qu’en faveur des architecte, ingénieur, fournisseur de matériaux, ouvrier, entrepreneur ou sous-entrepreneur, à raison des travaux demandés par le propriétaire de l’immeuble, ou à raison des matériaux ou services qu’ils ont fournis ou préparés pour ces travaux. Elle existe sans qu’il soit nécessaire de la publier. » 
L'hypothèque légale de la construction est en fait une super-hypothèque car elle permet aux créanciers de l'industrie de la construction de passer devant tous les autres créanciers hypothécaires dans l'ordre de collocation. Toutefois, elle ne permet pas de passer devant les créanciers qui bénéficient d'une priorité au sens de l'article 2651 C.c.Q. 